# Auguste Liquois
Auguste Liquois, né à Angers le 2 juillet 1902 et mort à Vitray-en-Beauce le 1er septembre 1969, est un auteur de bande dessinée et peintre français. 
Pendant la Seconde Guerre mondiale, il participe aux revues collaborationnistes Le Téméraire et Le Mérinos. Après guerre, il rejoint, un temps, l'hebdomadaire communiste Vaillant.

## Biographie
Auguste Liquois étudie les Beaux-Arts. En 1926, il se rend à Paris, où il commence sa carrière par des croquis de mode, des affiches et des illustrations humoristiques dans Le Rire, Ric et Rac, Gai Paris, Séduction.
En 1936, il adhère au Parti communiste et participe à la fondation du Syndicat des dessinateurs de journaux (SDJ), créé par Jacques Lechantre, Pierre Farinole, Jean Bellus. Le SDJ œuvrait pour que les dessinateurs de presse bénéficient de la loi de mars 1935 sur le statut des journalistes, qui leur procurait un certain nombre d'avantages. Auguste Liquois y était responsable des journaux d’enfants.
En 1937, il publie sa première bande dessinée Coco de la lune sur un scénario de Jean Ferraz, suivie en 1938 de À travers les mondes inconnus dans Pierrot. 
Pendant l'Occupation allemande, il collabore aux journaux les Cahiers d'Ulysse, Le Téméraire et Le Mérinos. Il publie dans ce dernier, sous le pseudonyme de Robert Ducte, un récit où Zoubinette, l'héroïne, est victime des maquisards.
De 1941 à 1945, il illustre la « Collection Police-Express », petits récits policiers publiés entre autres par les éditions ABC, puis la Société d'édition générale.
Inquiété à la Libération comme tous les autres collaborateurs du journal Le Téméraire, il bénéficie au procès d'un non-lieu.
En 1945, il ressuscite le SDJ, qui en 1946 devient le Syndicat des dessinateurs de journaux pour enfants (SDJE) (avec 
Alain Saint-Ogan) qui regroupe la plupart des dessinateurs de presse enfantine. Il en démissionne en 1947.
En 1945, il rejoint l'hebdomadaire communiste Vaillant et y dessine Fifi, gars du maquis. La même année, il illustre La Vie du colonel Fabien. 
De mai à décembre 1946, sa bande dessinée de science-fiction Les Héros de la liberté est publiée dans les quatorze numéros de l'éphémère bimensuel Robin l'Écureuil, dont elle constitue la meilleure série réaliste.
En juin 1946, il illustre Le Tourbillon du désert blanc dans la collection Odyssées puis en 1950, la couverture et les hors-texte du roman Les Aventures de Trottemenu.
En juillet 1946, apprenant sa participation au Téméraire et au Mérinos, la direction du périodique Vaillant préfère le renvoyer. Selon Gilles Ragache, les dirigeants de Vaillant auraient en fait été au courant du passé d'Auguste Liquois et des autres anciens du Téméraire, mais auraient choisi dans un premier temps de l'ignorer « Les nouveaux employeurs n’ignoraient probablement pas leur passé (le procès le prouve), mais on le passa sous silence. ». Ces déboires n'empêchent pas Auguste Liquois de poursuivre sa carrière par la suite.
Au milieu des années 1950, il a également collaboré au journal IMA, l'ami des jeunes. En 1957, il dessine Guerre à la Terre sur un scénario de Marijac  dans Cocorico, le magazine de l'aventure. Suivront Satanax, Capitaine Fracasse ainsi que de très nombreux récits.
Peintre, Auguste Liquois expose à Chartres, Los Angeles, Angers, Paris, etc.